# Llista de sales de cinema de Barcelona
Llista de sales de cinema de Barcelona per ordre alfabètic.
- ABC, Balmes, 306
- Adriano, Pl. Adrià
- Alarcón, Escudellers, 6
- Albéniz, Sant Jordi, 13-15
- Alborada
- Actualidades, Rbla. Catalunya ,37
- Alcázar, Rbla. Catalunya, 37
- Alex, Rbla. Catalunya, 90
- Alexandra, Rbla. Catalunya, 90
- Alexis, Rbla. Catalunya, 90
- Alhambra
- Alondra, Còrsega (entre Aribau i Muntaner)
- Amèrica, Av. Paral·lel, 121
- Aquitania, Av. Sarrià, 31
- Arcadia, Tuset, 14
- Arenas carrer de la Creu Coberta, 22-24-26
- Argentina, Sadurní, 11 i Robador, 28
- Argentina, Sant Pau, 64
- Aribau, Aribau, 5
- Aristos, Muntaner, 246
- Arkadín, Trav. Gràcia, 103
- Arnau, Av. Paral·lel, 60
- Ars, Atenes, 27
- Astor, Pg. Fabra i Puig, 141
- Astoria, París, 191-197
- Atenas, Balmes, 365
- Atlanta, Trafalgar 2
- Atlàntic, Rambla, 122
- Atlántida, Pl. Comerç, 5
- Avenida, Av. Paral·lel, 18
- Avenida de la Luz, Av. Llum, 12
- Bailèn, Bailèn, 161
- Balmes, Balmes, 215
- Barcelona, Nou de la Rambla, 26
- Barcino, Maquinista, 46
- Belio-Graff, Rambla, 36-38
- Bohemia, Floridablanca, 135
- Bohemio, Creu Coberta, 44
- Boliche, Av. Diagonal, 508
- Bonanova, Bigay 6
- Borràs, Pl. Urquinaona, 9
- Bosque, rambla del Prat 20
- Calderón, Rda. Sant Antoni, 38
- Capitol, Rambla, 138
- Capitolio, Rambla, 138
- CAPSA, Aragó, xamfra Pau Claris
- Casablanca, Pg. Gràcia, 115
- Castilla, Obradors, 10-12
- Catalunya, Pl. Catalunya
- Central
- Céntrico, Peu de la Creu, 2
- Cervantes, Pg. Sant Joan, 29
- Chile, Pg. Joan
- Cine-mar, Rambla, 33
- Clavé, Rbla. Catalunya, 55
- Club Coliseum, Rbla. Catalunya, 23
- Coliseum, Gran Via Corts Catalanes, 595
- Colón, Arc del Teatre, 58
- Comèdia, Pg. Gràcia, 13 i Gran Via Corts Catalanes, 609
- Condal, avinguda del Paral·lel 91
- Continental, Collblanc, 3
- Cristal, Viladrosa, 84
- Cristina
- Dante
- Delicias, Av. Paral·lel, 100
- Delicias, Rambla Poblenou
- Delicias, Trav. Gràcia, 224
- Diagonal, Av. Diagonal, 458
- Diamante, Riera d'Horta, 44
- Diana, Sant Pau, 85
- Diorama, plaça del Bonsuccès 6
- Dorado, Gran Via, 567
- Doré, Gran Via Corts Catalanes
- Ducal, Besalú, 24
- Edèn, Nou de la Rambla, 12
- Eldorado, Pl. Catalunya
- Emporium, Independència, 238
- Entenza, Entença i Consell de Cent
- Español, Av. Paral·lel, 62
- Esplai, Còrsega (entre Aribau i Muntaner)
- Estudio Cirera
- Excelsior
- Fantasio, Pg. Gràcia, 69
- Favencia, Via Favència, 446
- Fémina, Pg. Gràcia, 23
- Filmoteca de Catalunya, Pl. Salvador Seguí, 9
- Florida, Floridablanca, 135-137
- Foc Nou, Mallorca, 35
- Fomento Martinense, Provença, 589
- Francesc Ferrer, Pl. Urquinaona, 9
- Fregoli, Pg. Sant Joan, 49, i Consell de Cent
- Galerías Condal, Pg. Gràcia, 11
- Galileo, Galileu, 60
- Gayarre, Sants 25
- Gloria, Consell de Cent, 366 (entre Bruc i Girona)
- Goya, Joaquín Costa, 68-72
- Gráfico, Pg. Gràcia (Casa Fuster)
- Granvía
- Horta, Horta, 31
- Ideal, Gran Via Corts Catalanes, 605-607
- Ideal, Wad-Ras, 196
- Ideal, Riereta, 21
- Ideal, Paradís, 10
- Ideal, Pl. Lesseps (Josepets)
- IMAX, Port Vell (Maremagnum)
- Imperio, Diputació (entre Rbla. Catalunya i Balmes)
- Infanta, Av. Sarrià, 31-33
- Intim, Rosselló, 257
- Iris, València, 179
- Jaime I, Av. República Argentina, 267
- Kursaal, Rbla. Catalunya, 55
- Latino, Pl. Teatre, 27
- Levante, Guipúscoa, 70
- Liceo, Sants, 96
- Lido, Pg. Sant Joan, 27
- Lido, Rbla. Catalunya, 37
- Loreto, Loreto, 1
- Mahón
- Majestic, Aragó, 174-176
- Maldà, Pi, 5
- Manelic, Sant Jordi, 13-15
- Manila, Sant Pere Més Baix, 28
- Maragall, Pg. Maragall, 83
- Maremagnum, Port Vell
- Marina, Ginebra, 5
- Marina, Pg. Joan de Borbó
- Martinense, Muntanya, 9
- Maryland, Pl. Urquinaona, 5
- Mélies, Villarroel 102
- Mercè, Rambla, 1122
- Meridiana, Av. Meridiana, 166-168
- Metensmograff, Av. Paral·lel, 80
- Metropol, Roger de Llúria, 115
- Miami, Bordeta, 53
- Miria, Provença, 260
- Mistral, Av. Mistral i Calàbria, 38
- Moderno, Girona, 173
- Montecarlo, Provença, 280
- Montserrat, AV. Verge de Montserrat, 267
- Monumental, Sant Pau, 89-91
- Moratín, Muntaner, 246
- Mozart, Canuda, 31
- Mundial
- Murillo, passeig de la Bonanov,a 103
- Cinematògraf Napoleon o Lumière, Rambla, 15-17
- Nàpols, Av. Sant Antoni Maria Claret, 168
- Niza, Pl. Sagrada Família, 12
- Novedades, Casp, 1-13
- Nuevo, Av. Paral·lel, 63-65
- Nuevo, Obradors, 10-12
- Nuria
- Odeón, Nadal, 2
- Odeón, Nou de la Rambla, 26
- Oriente Aragó, 197 (entre Aribau i Muntaner)
- Padró, Cera, 31
- Palau Balañà, Pg. Sant Antoni, 41-45
- Palacio del Cinema, Via Laietana, 53
- Paladium, Rbla. Caçador, 2
- París, Av. Portal de l'Àngel, 11-13
- Parthenon
- Pathé, Rbla. Catalunya, 37
- Pelayo, Pelai
- Pedro IV, Alfons el Magnànim
- Petit Pelayo, Pelai
- Cine Plaza, Pl. Urquinaona, 5
- Poliorama, Rambla, 115
- Princesa, Via Laietana, 14
- Principal Palacio, Rambla, 27-29
- Proyecciones, Gran de Gràcia, cantonada amb el carrer Rosa de Olano
- Provenza, Provença 110
- Publi, Pg. de Gràcia, 57
- Regina, Sèneca, 22
- Regio Palace, Av. Paral·lel, 50
- Renoir Floridablanca: Floridablanca, 135
- Renoir Les Corts, Eugeni d'Ors, 12
- Rex
- Rialto, Pl. Francesc Macià, 3
- Río, Matanzas, 40
- Rivoli, Av. Meridiana, 248
- Roma, Aragó, 197
- Rondas
- Roquetas, Viladrosa, 62
- Rosal, Molí, 42
- Rosellón, Rosselló (entre Pg. Gràcia i Rbla. Catalunya)
- Rovira
- Royal
- Roxy, Pl. Lesseps, 4
- Saló Victòria, València, 289-291
- Salón Condal, Xifré, 18
- Sanllehy
- Savoy, Pg. Gràcia, 86
- Selecto, Gran de Gràcia, 175
- Smart, Gran de Gràcia i Ros de Olano
- Splendid, Consell de Cent, 217
- Spring, Pg. Bonanova, 103
- Tetuán, Gra Via, 724
- Cine Texas, Bailèn, 205
- Cinemes Texas, Bailèn, 205
- Tívoli, Casp
- Triana
- Trianon
- Trinidad, Via Favència, 404
- Triunfo, Rec Comtal, 20
- Triunfo, Pere IV, 202
- Urgel, Comte d'Urgell, 29
- Urquinaona, Pl. Urquinaona, 9
- Vallespir
- Venecia, Dante Alighieri, 18
- Verdi, Verdi, 32
- Vergara, carrer de Bergara
- Verneda, Guipúscoa, 99
- Versalles, Mallorca, 463
- Victoria, Pg. Fabra i Puig, 53
- Virrey
- Volga
- Waldorf, Calàbria, 38
- Walkyria
- Windsor, Av. Diagonal